# Wendy Williams (conduttrice televisiva)
Wendy Joan Williams (Asbury Park, 18 luglio 1964) è una conduttrice televisiva, conduttrice radiofonica e imprenditrice statunitense.
Laureatasi in scienze della comunicazione alla Northeastern University di Boston, Williams intraprende la carriera radiofonica presso le maggiori emittenti newyorkesi. Grazie al successo ottenuto, dal 2008 al 2021 ha prodotto e condotto il programma televisivo The Wendy Williams Show, arrivando a competere con i maggiori talk show statunitensi. Il talk show è stato candidato sei volte ai Daytime Emmy Awards.
È inoltre nota per il suo approccio televisivo non convenzionale, che ha spesso mosso critiche nei confronti di numerose celebrità, tra cui Whitney Houston, Mariah Carey, Beyoncé e Nicki Minaj.

## Biografia
Wendy Joan Williams è nata il 18 luglio 1964 ad Asbury Park, New Jersey. È la seconda di tre figli di un'insegnante, la madre Shirley, e il padre Thomas Dwayne Williams, preside della scuola comunale. Nel 1970, la famiglia si trasferì nel quartiere di alta borghesia Ocean Township della Contea di Monmouth sempre nel New Jersey. Da bambina soffriva di iperattività, per cui venne iscritta agli scout e come volontaria infermiera.
Williams si diploma alla Ocean Township High School nel 1982, iscrivendosi successivamente alla Northeastern University di Boston, dove divenne disc jockey per la stazione radiofonica del college.

## Carriera radiofonica
Laureatasi nel 1986, inizia a lavorare come stagista per Matt Siegel alla stazione radio contemporanea di successo WXKS-FM di Dallas. Dal 1987 entra a far parte della radio newyorkese WQHT (Hot 97) sino al 1990. Pochi mesi dopo venne assunta dalla WRKS radio sempre a New York, dove divenne presto una personalità radiofonica, particolarmente apprezzata per i gossip su rapper e celebrità. Nel 1993 divenne la conduttrice radiofonica più seguita nella città, ottenendo il Billboard Radio Award come personalità radiofonica dell'anno. Successivamente ha condotto l'American Urban Radio Networks. Dal 2001 al 2008 conduce il programma radiofonico mattiniero per la WRKS, programma distribuito in numerosi stati federali. Nello stesso periodo viene inserita nella National Radio Hall of Fame per i successi ottenuti nell'ambito radiofonico.

## Carriera televisiva

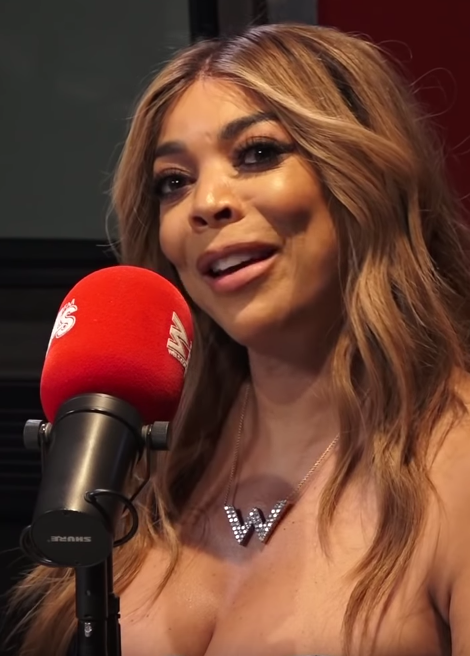
Wendy Williams nel 2018

Nel 2006 conduce sulla rete VH1 The Wendy Williams Experience, che ha trasmesso eventi che circondano il suo programma radiofonico. Il 14 luglio 2008, Williams ha debuttato il suo talk show diurno, The Wendy Williams Show. Il programma ottiene ampio successo, tanto che viene firmato un contratto con la Fox per trasmettere lo show a livello nazionale dal 2009. Successivamente la BET ha acquistato i diritti via cavo per trasmettere lo spettacolo di notte in 54 paesi attraverso BET International. Il programma oggigiorno compete con i principali talk show statunitensi con una media di quasi due milioni di ascoltatori per puntata.
Williams ha condotto un game show per GSN chiamato Love Triangle nel 2011 per il quale lei e suo marito Kevin Hunter hanno servito anche come produttori esecutivi. Nello stesso anno Williams ha interpretato il ruolo di giudice nello show Drop Dead Diva. Nel 2013 è presente nel programma Good Day L.A. e come giudice ospite a The Face.
Il 30 gennaio 2021 viene realizzato un docufilm sulla vita della Williams intitolato Wendy Williams: What A Mess! su Lifetime. Il 12 ottobre 2021 viene annunciato che la tredicesima edizione del Wendy Williams Show non sarebbe stata condotta per la prima volta in dodici edizioni da Williams per un aggravamento delle condizioni di salute della conduttrice a causa della malattia di Graves di cui soffre e della positività al COVID-19. Inizialmente viene comunicato che la conduzione sarebbe stata affidata da Whitney Cummings e Sherri Shepherd sino a novembre. Successivamente il produttore esecutivo dello show, David Perler, ha annunciato che la conduzione con ospiti esterni sarebbe proseguita fino a gennaio 2022, con la partecipazione di Michael Rapaport, Jerry Springer, Steve Wilks, Leah Remini, Kym Whitley, Fat Joe e Remy Ma.
Il 26 febbraio 2022 viene annunciata la chiusura del Wendy Williams Show dopo quindici anni di trasmissione, vista l'impossibilità della Williams di poter ritornare a registrare; al suo posto sorger a partire da settembre 2022 lo Sherri Shepherd Show, condotto per l'appunto da Sherri Shepherd.

## Imprenditoria e altre attività
Ha scritto un'autobiografia, risultata essere la più venduta del New York Times, e altri sei libri.
Ha creato linee di prodotti tra cui una linea di moda, una collezione di gioielli e una linea di parrucche. I prodotti sono venduti tramite i canali di vendita QVC e HSN.

## Vita privata
Il primo marito della Williams fu Bert Girigorie, da cui divorzia circa diciotto mesi dopo il matrimonio.
Williams sposò co-produttore del suo show, Kevin Hunter, il 30 novembre 1999 con cui ha un figlio, Kevin Samuel, nato il 18 agosto 2000. Dopo vent'anni di matrimonio e aver accumulato un patrimonio di oltre 60 milioni di dollari, nell'aprile 2019, Williams ha chiesto il divorzio, finalizzato nel gennaio 2020.
Williams soffre della malattia di Basedow-Graves e ipertiroidismo. Dal 2018 le è stato inoltre diagnosticato un linfedema alle gambe. Nel 2021, successivamente ad essere risultata positiva al Covid-19, Williams non ha condotto il talk show a seguito di un aggravamento della malattia di Graves, che ha portato ad una sua ospedalizzazione.
Nel maggio 2019, durante una puntata del suo show, Williams ha raccontato di essere stata seguita da degli specialisti in una clinica per superare la tossicodipendenza da cocaina.

## Controversie

### Controversie sull'approccio televisivo e radiofonico
Williams nel corso del suo talk show è entrata più volte in contrasto con celebrità per aver posto domande o affermato fatti sulla vita privata delle stesse, arrivando a ricevere nel corso degli anni minacce alla sua vita. Divenne inoltre nota per le speculazioni circa l'identità sessuale di vari rapper che,  a suo dire, non la riconoscevano apertamente. Tra le sue insinuazioni il fatto che Tupac Shakur fosse stato violentato in carcere, episodio da lui negato. Williams usava regolarmente l'insulto faggot ("frocio") per definire un omosessuale, termine da lei ritenuto inoffensivo. Le sue esternazioni e commenti contribuirono all'aumento dell'omofobia nella cultura hip hop.

#### Whitney Houston e Mariah Carey
Nel 2003 Williams fu interessata da numerose polemiche a seguito di un'intervista con Whitney Houston, in cui cercò di parlare in merito al matrimonio e alla chirurgia estetica a cui era ricorsa l'artista. Robyn Crawford, mentore e amico della Houston, rivelò nel 2019 che la cantante aveva intenzione di intervenire con azioni legali contro la conduttrice.
All'inizio degli anni 2000 Williams entra in contrasto con Mariah Carey. La riservatezza sulla vita privata della cantautrice crea un diverbio con le domande poste della Williams nel corso di un'intervista radiofonica nel programma Philly's Power 99, portando la Carey a chiedere alla Williams se la odiasse. Nel 2008 Carey cita la conduttrice nel testo della canzone Touch My Body, affermando :«Perché sono tutti interessati alla mia vita privata come in un'intervista con Wendy?».
Nel 2014 il manager di Mariah propone allo show della Williams di ospitare la cantautrice a patto che, siccome Carey non ama essere ripresa dal suo lato sinistro, avrebbe dovuto sedersi al posto della conduttrice per tutta la durata dell'intervista. Sebbene l'intervista avrebbe probabilmente fatto grandi ascolti, Williams declina l'offerta poiché ritenne la richiesta ridicola. Nel corso degli anni la conduttrice ha inoltre messo in discussione la relazione con James Packer, la castità promossa dalla Carey nel corso delle sue relazioni e i contratti prematrimoniali.

#### Destiny's Child e Beyoncé
Nel 2000, Williams ha avuto come ospiti il gruppo delle Destiny's Child, all'epoca composto da Beyoncé, Kelly Rowland e dal nuovo membro Michelle Williams. Oltre ad essere stata criticata dal gruppo per averle chiamate Beyoncé and the girls, sminuendo gli altri membri del gruppo, l'intervista si è incentrata principalmente sul dramma dell'uscita di scena dell'ex membro Farrah Franklin, finché Beyoncé ha fatto notare di essere molto stanca di parlare della situazione passata del gruppo, spiazzando la conduttrice.
Nel 2012 Williams afferma nel corso del suo show che avrebbe guardato il docufilm Life Is But a Dream di Beyoncé per la HBO. Sebbene si sia complimentata per la carriera della cantautrice, conclude l'intervento dicendo che avrebbe usato i sottotitoli poiché Beyoncé «parla come se avesse un'educazione da quinta elementare», riscuotendo un immediato disappunto del pubblico presente in studio.
Nonostante ribadisca più volte di essere una sostenitrice della cantante, Williams ha affermato nel 2018 che Beyoncé necessita dell'autotune per cantare e che non è un'icona della musica contemporanea.

#### Ellen Degeneres
Nel 2013 Williams è stata intervistata in una puntata del talk show della DeGeneres, venendo aggettivata con tono scherzoso dalla conduttrice come «cattiva», esprimendo curiosità nel sapere se fosse mai finita in cause legali parlando male di altre celebrità nel suo show. La conduttrice ha poi invitato Williams a un gioco televisivo, intitolato Heads Up, in cui alla Williams viene mostrato il nome di una celebrità che deve descrivere senza rivelarne il nome per farlo indovinare alla DeGeneres. Al nome Justin Bieber, l'indizio della Williams includeva la seguente frase: «Alcune persone dicono che ti assomiglia». DeGeneres sembrava perplessa. La Williams si è difesa, rivolgendosi al pubblico: «L'ho sentito dire! Non l'hai mai sentito?».

Nel luglio 2020, a seguito delle indagini della WarnerMedia nei riguardi delle condizioni lavorative dell'Ellen DeGeneres Show, che portarono al licenziamento di tre produttori esecutivi, DeGeneres ha affermato la chiusura dello show alla sua diciannovesima stagione. Alcuni giorni dopo la notizia, Williams ha dichiarato nel corso di una puntata: 
«Ellen, tutto quello che hai passato in tutti questi 19 anni, comprese le condizioni del posto di lavoro, che a proposito credo che se ne stia chiudendo a causa di quest'ultime. [...] Tutti noi conosciamo persone che hanno lavorato nel suo show, alcune delle quali hanno lavorato anche qui, nel mio show. [...] Sono contenta che tu abbia ringraziato i tuoi fan, ma diciannove anni in TV non ti cambiano la vita, ti espongono per la persona che sei veramente».

#### Controversie con altre celebrità
Nel 2006 Method Man, cantante dei Wu-Tang Clan, ha avuto un conflitto personale con Williams dopo aver rivelato dettagli sulla diagnosi del cancro di sua moglie.
Williams è stata accusata di colpevolizzare la cantante Kesha nel 2016 dopo aver messo in discussione il motivo per cui non ha filmato il presunto abuso sessuale da parte del produttore discografico Dr. Luke nei suoi confronti. Williams si è poi scusata per le osservazioni e ha spiegato «purtroppo un sacco di gente mente sullo stupro, quindi ero solo scettica».
Nel 2019 Williams si riferì al marito di Nicki Minaj, Kenneth Petty, come «un assassino e un maniaco sessuale» per via della sua incarcerazione per tentato stupro e omicidio colposo avvenuto anni prima di conoscere la rapper, accusandolo inoltre di infedeltà.
All'inizio del 2020, Williams è stata criticata per diverse osservazioni che ha fatto nel suo show. Nel mese di gennaio, mentre parlava dell'attore Joaquin Phoenix, Williams ha usato il suo dito per tirare su una parte del suo labbro per assomigliare a una palatoschisi. Accusata di deridere l'attore, non affetto dalla patologia, la conduttrice ha chiesto scusa per il gesto. Poco dopo, mentre parlava della morte della terapista e scrittrice Amie Harwick, la Williams fece una battuta riferendosi all'ex fidanzato, Drew Carey, e al suo lavoro in The Price Is Right, dicendo il tormentone dello show, Come on down!, in risposta alla notizia che Harwick era stata gettata da un balcone.

### Accuse di transfobia
Williams è stata accusata di transfobia a seguito di un episodio del suo show, dopo aver affermato che la donna trans non potrà mai essere una vera donna, affermando «Smettete di indossare le nostre gonne e i nostri tacchi». Dopo aver esplicitamente affermato che per essere una donna bisogna avere le mestruazioni, si è scusata per le sue osservazioni fatte nel corso della puntata.
Nel mese di febbraio 2020, Williams è stata criticata di nuovo per fare commenti omofobi, mentre parlava della festa Galentine's Day; ha di nuovo chiesto scusa, questa volta in un video pubblicato sui suoi canali sociali ufficiali.

## Filmografia

### Cinema
- Think Like a Man, regia di Tim Story (2012)
- La guerra dei sessi - Think Like a Man Too (Think Like a Man Too), regia di Tim Story (2014)
- L'era glaciale - La grande caccia alle uova (Ice Age: The Great Egg-Scapade), regia di Ricardo Curtis (2016) - voce

### Televisione
- New York Undercover - serie TV, episodio 1x17 (1995)
- The Wendy Williams Show - talk show, episodi 1500+ (2008-2021)
- The A-List: New York - reality show (2010-2011)
- Love Triangle, programma TV (2011)
- Una vita da vivere (One Life to Live) - serie TV, episodio 1x10.885 (2011)
- Drop Dead Diva - serie TV, episodio 3x01 (2011)
- 30 Rock - serie TV, episodio 7x08 (2012)
- Vicini del terzo tipo (The Neighbors) - serie TV, episodio 2x04 (2013)
- The Chew - talk show, 5 episodi (2013-2017)
- Good Day L.A. - programma TV (2013)
- The Face - programma TV (2013) giudice
- The View - programma TV (2013-2020) ospite ricorrente
- Odd Mom Out - serie TV, episodio 3x10 (2017)
- Wendy Williams: What a Mess! - documentario (2021)